# Gust De Coster
Gust De Coster (Meldert, 5 februari 1953) is een Vlaamse presentator.

## Loopbaan
De Coster richtte samen met Peter De Groot, Luckas Vander Taelen, Dominique Deruddere, Ray Cokes en Marcel Vanthilt de eerste volwaardige en alternatieve Vlaamse vrije radio in Brussel op: FM-Bruxel. Hij presenteerde er onder de naam Gus Tafari. 
Gust ontpopte zich vooral als de promotor van de Belgische popmuziek. Hij lanceerde de term “Belpop”, stelde in 1980 met Marcel Vanthilt het verzamelalbum Get Sprouts samen en schreef boeken over de geschiedenis van de popmuziek in België als Wit-lof from Belgium.
In 1982 volgde Gust bij de toenmalige BRT Paul Verbrugghe op. Hij presenteerde op woensdagmiddag jarenlang het razend populaire 'Vrijaf', waar hij de nieuwe popmuziek ("Belpop") liet horen. Begin de jaren 90 werd Vrijaf vervangen door Villa Musica dat Gust samen met Sabine De Vos presenteerde.
In maart 1992 speelde hij binnen de VRT een actieve rol bij de oprichting van Radio Donna. Hij stelde er de avondprogramma's 'Donnanza' en 'His Master's Voice 'samen.
Ook op tv speelde Gust een actieve rol, zowel voor als achter de schermen.  In 1995 was hij bij VT4 in dienst als eindredacteur van 'De Muziekkwis', en ook in de 'TV1-Notenclub' maakte hij deel uit van de redactie.
In 1998 stopt Gust bij Radio Donna om een eigen radiozender op te starten samen met Christ Braems. Het gaat om een reeds lang aangekondigde project, dat de naam "S&Si Hitmix" meekreeg.  S&Si was de eerste vanuit België opererende nationale kabelradio.
Op 22 april 2000 wordt S&Si Hitmix omgedoopt tot Radio ROXY.  Het muziekformat wordt in 2001 als eerste commerciële radio-initiatief en niet VRT-product genomineerd door de Vlaamse pers tot Een van de vijf beste radio programma's van het jaar.
In juni 2001 richtte de NV S&Si (het bedrijf achter Radio ROXY) een joint venture op samen met het Uitgeversbedrijf Tijd. De NV Feiten & Muziek dong met nieuwszender 'NOVA-FM' mee naar een van de twee FM-licenties die begin september 2001 door het Vlaamse Commissariaat voor de Media werden uitgereikt. Uiteindelijk kwamen de licenties in handen van de VMMa (Q-Music) en Think-Media (4FM).
November 2001 wordt hij programma-directeur bij het Contact 2-radionetwerk.  Verder is hij adviseur bij onder andere Audio & Media, Aristo Music en Radio Nostalgie.

## Persoonlijk leven
De Coster is tussen 1992 en 2003 getrouwd geweest met tv-presentatrice Rani De Coninck. Samen hebben ze twee kinderen, een zoon en een dochter. Samen met Rani presenteerde hij in het voorjaar van 1996 het informatief TV1-magazine 'Dagelijkse Kost'.
Huidig (anno 2022):
Luc Appermont · Cara Cobbaert · Anja Daems · Sandra Deakin · Karolien Debecker · Kim Debrie · Peter De Groot · Lars De Groote · Guy De Pré · Chris Dusauchoit · Dirk Ghijs · Peter Hermans · Wouter Landuyt · Filip Ledaine · Daan Masset · Caren Meynen · Sven Pichal · Marc Pinte · Harald Scheerlinck · Siska Schoeters · Benjamien Schollaert · Showbizz Bart · Sharon Slegers · Jo Van Damme · Niels Vandeloo · Sonny Vanderheyden · Cathérine Vandoorne · Christel Van Dyck · Ruben Van Gucht · Iris Van Hoof · Vanessa Vanhove · Britt Van Marsenille · David Van Ooteghem · Peter Verhulst · Dirk Vlaeyen · Pascal Vranckx · Albrecht Wauters
Voormalig:
Luk Alloo · Johan Anthierens · Nand Baert · Erik Baeyens · Wim Bary · Jos Baudewijn · Flor Berckenbosch · Marcel Beerten · Wilfried Bertels · Marc Brillouet · Els Broeckmans · Fred Brouwers · Edwin Brys · Ro Burms · Walter Capiau · Annemie Coppieters · Harry Creemers · Karel Daerden · Christoff · Conny De Boos · Hein Decaluwé · Jessie De Caluwe · Jo met de Banjo · Gust De Coster · Martin De Jonghe · Paula De Meulder · Els De Vuyst · Frank Dingenen · Michel Follet · Jacky Geerts · Jos Ghysen · Margriet Hermans · Irene Houben · Michel Ilsen · Rita Jaenen · Chris Jonckers · Tante Kaat · Luk de Laat · Jo Leemans · Leki · Kathy Lindekens · Kris Luyten · Micha Marah · Betty Mellaerts · Kaat Mendonck · Freek Neirynck · Line Ooms · Sven Ornelis · Katrien Palmers · Gerard Pollet · Julien Put · Hugo Raspoet · Niko Reynaert · Luk Saffloer · Karel Segers · Lennart Segers · Lutgart Simoens · Rudi Sinia · Dirk Somers · Dré Steemans · Jan Theys · Gene Thomas · Wiet Van Broeckhoven · Marc Van den Hoof · Dieter Vandepitte · Karin Van den Berghe · Thomas Van der Spiegel · Kurt Van Eeghem · Wim Van Gansbeke · Els Van Herzeele · Ilse Van Hoecke · Bert Van Molle · Jan Van Rompaey · Paula Van Wilder · Louis Verbeeck · Karel Vereertbruggen · Herwig Verhovert · Luc Verschueren · Johan Verstreken · Tom Vossen · Eddy Wally · Niels William · Edwin Ysebaert · Zaki